# Sergej Sergeevič Kamenev
Sergej Sergeevič Kamenev (Kiev, 4 aprile 1881 – Mosca, 25 agosto 1936) è stato un generale sovietico.

## Biografia
Nato a Kiev nella famiglia di un ufficiale di artiglieria, intraprese anch'egli la carriera militare e durante la prima guerra mondiale comandò il 30º reggimento di fanteria "Poltava". Dopo la rivoluzione d'ottobre entrò a far parte dell'Armata Rossa. Nel settembre 1918, da comandante del Fronte orientale, elaborò il piano d'attacco che portò al successo sulle truppe dell'ammiraglio Kolčak. Nel 1919 divenne comandante in capo dell'Armata Rossa e, dopo il successo nella guerra civile, fu tra i protagonisti del processo di organizzazione delle Forze armate della neonata Unione Sovietica. Fu inoltre a lungo membro del Comitato esecutivo centrale panrusso e del Comitato esecutivo centrale dell'URSS. Nel 1930 entrò a far parte del Partito Comunista di tutta l'Unione (bolscevico).